# ラザロ

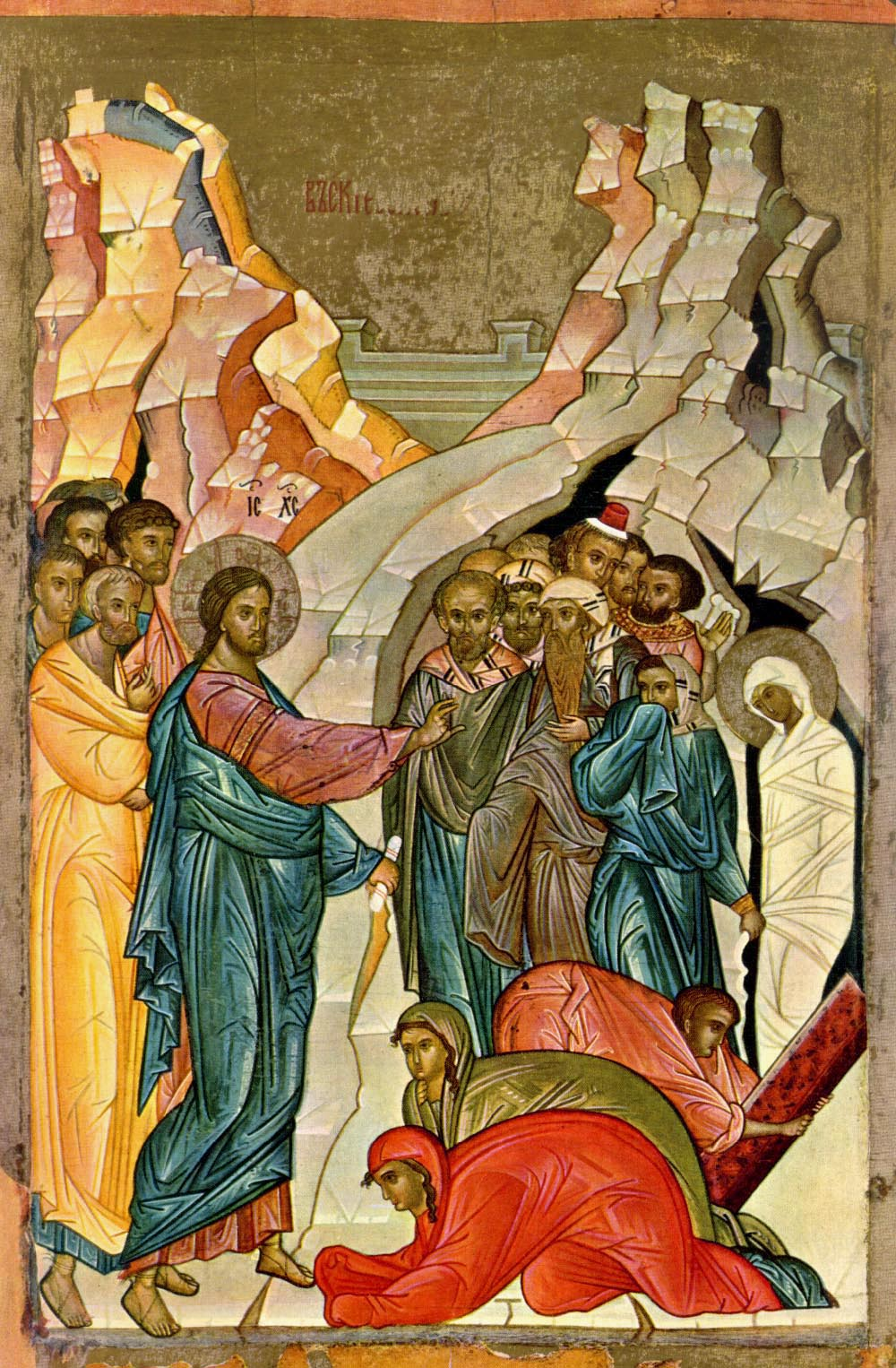
ラザリ（ラザロ）の復活のイコン（15世紀ロシア）

ラザロ（古代ギリシア語: Λάζαρος、ラテン語: Lazarus）は、ユダヤ人の男性で、イエス・キリストの友人。『ヨハネによる福音書』に語られる、イエスによって死から甦る『ラザロの復活』の逸話によって著名な人物である。日本ハリストス正教会ではラザリと転写される。ラザロという名はユダヤ名・エルアザルがギリシア語化した名と推測される。
なお、「金持ちとラザロ」で知られるラザロが『ルカによる福音書』16章に登場するが、これは同名の別人とされていることに留意が必要である。

## 人物
キリスト教の正教会、非カルケドン派、カトリック教会、聖公会で聖人。記念日は6月21日。エルサレム郊外のベタニアに暮らし、マリアとマルタの弟で、共にイエス・キリストと親しかった。イエスはマリアとマルタの家を訪れている（『ルカによる福音書』10:38-42）。
『ヨハネによる福音書』11章によれば、ラザロが病気と聞いてベタニアにやってきたイエスと一行は、ラザロが葬られて既に4日経っていることを知る。イエスは、ラザロの死を悲しんで涙を流す。イエスが墓の前に立ち、「ラザロ、出てきなさい」というと、死んだはずのラザロが布にまかれて出てきた。このラザロの蘇生を見た人々はイエスを信じ、ユダヤ人の指導者たちはいかにしてイエスを殺すか計画し始めた。カイアファと他の大祭司はラザロも殺そうと相談した。（ヨハネ12:10）
伝承によれば、後にラザロはキプロスの初代主教となった。キプロス南東の都市ラルナカにある、聖ラザロ教会の地下クリプトにはラザロの墓所がある。正教会では、伝統的に聖枝祭（主のエルサレム入城）前日の土曜日（スボタ）をラザリのスボタと呼び、キリストによるラザロの蘇生を記憶する。
また、南フランスの伝承では、姉妹マルタ、マリアらと共にサント＝マリー＝ド＝ラ＝メールに辿り着き、その後マルセイユの地で布教に励んだという。
2021年、カトリック教会はラザロをマリアと共にマルタの記念日である7月29日に加え一般典礼で祝うことを発表、施行した。

## 解釈
ラザロ蘇生の奇跡は、人類全体の罪をキリストが贖罪し、生に立ち返らせること（復活）の予兆として解釈されてきた。文学においても、時にその様なイメージの引用が見られる。例えば、ドストエフスキーの『罪と罰』において、主人公である殺人犯のラスコールニコフが自白を決意する契機として、ラザロの死と甦りの下りを娼婦のソーニャに請うて朗読させる場面が登場する。

## 比喩表現
ラザロの伝承から、キリスト教圏の欧米を中心に、蘇生・復活に関連する学術用語にしばしば「ラザロ」の名が冠される。医学の「ラザロ徴候」や「ラザロ症候群」、分類学で絶滅したとみなされた後に再発見された生物種を指す「ラザロ生物群」などである。
フィクションでも、ホラー映画『ラザロ・エフェクト』や小説『ラザロ・ラザロ』（図子慧）、『幸福なラザロ』のように、ラザロを題名に取り入れた作品がある。